# 彼得拉邦丹泰
彼得拉邦丹泰（義大利語：Pietrabbondante），是意大利伊塞尔尼亚省的一个市镇。总面积27平方公里，人口840人，人口密度31.1人/平方公里（2009年）。ISTAT代码为094035。